# Kiss You
Singles de One Direction
Little Things
(2012) One Way or Another
(2013)
Pistes de Take Me Home
Live While We're Young
(1) Little Things
(3)
Kiss You est une chanson du groupe One Direction sortie le 7 janvier 2013 sous le label Syco Records. 3e single extrait de l'album studio Take Me Home (2012), la chanson est écrite par Rami Yacoub, Carl Falk, Savan Kotecha, Kristian Lundin, Albin Nedler et par Kristoffer Fogelmark. Kiss You est produit par Yacoub et par Falk.

## Liste des pistes
- Album version

1. Kiss You – 3:04

## Classement par pays
| Classement (2012-2013)                    | Meilleure position |
| ----------------------------------------- | ------------------ |
| Canada (Hot 100)                          | 30                 |
| France (SNEP)                             | 36                 |
| Irlande (IRMA)                            | 24                 |
| Écosse (OCC)                              | 7                  |
| Corée du Sud Singles international (Gaon) | 16                 |
| Royaume-Uni (UK Singles Chart)            | 9                  |
| États-Unis (Hot 100)                      | 46                 |

### Certifications
| Pays             | Organisme | Certification | Vente   |
| ---------------- | --------- | ------------- | ------- |
| Australie        | ARIA      | Platine       | 70 000  |
| Canada           | CRIA      | Platine       | 80 000  |
| Danemark         | IFPI      | Platine       | 30 000  |
| États-Unis       | RIAA      | Or            | 500 000 |
| Norvège          | IFPI      | Platine       | 10 000  |
| Nouvelle-Zélande | RIANZ     | Or            | 7 500   |